# Церковь Георгия Победоносца (Ростов-на-Дону)
Церковь Святого Великомученика Георгия Победоносца (Свято-Гергиевский храм) —  православный храм в городе Ростове-на-Дону. Принадлежит к Западному благочинию Ростовской-на-Дону епархии Русской православной церкви.

## История
В 1990 году в Советском районе Ростова-на-Дону была образована община казаков под руководством атамана А. В. Товстюхи. Община была названа станицей Георгиевской, поскольку в своём микрорайоне казаки намеревались создать храм во имя Георгия Победоносца. Поскольку денег на строительство нового храма у общины не было, казаки добились у районной администрации передачи им в собственность бесхозного сгоревшего одноэтажного здания по адресу: Коммунистический проспект, 38. Это здание было построено в 1980 году для Народной дружины, затем там размещалось частное предприятие звукозаписи, по вине которого и произошёл пожар.
Свято-Георгиевский приход был основан в 1993 году. Силами прихожан здание было отремонтировано. Там был устроен скромный иконостас.
Первое Богослужение в церкви было совершено 6 мая 1994 года в память святого великомученика Георгия Победоносца. С 1994 года настоятелем прихода был иерей (впоследствии — протоиерей) Владимир Тер-Аракельянц. В течение последующих 4-5 лет приход вёл переговоры о полном владении зданием храма и прилегающим к нему земельным участком. После успешного решения этого вопроса, здание церкви было реконструировано. В 1995 году были сооружены паперть с навесом и временный купол. В 1996 году купол был заменён на более основательное завершение с главкой. Внутри был сделан мраморный пол. В 1998 году храм посетил управляющий Ростовской епархией Русской Православной Церкви архиепископ Пантелеимон.
В 2001—2003 годах проводились работы по расширению храма: была сделана капитальная боковая пристройка. В 2003 году в храме появилась Аксайская икона Божией Матери, скопированная иконописцем Владимиром Макаровым с утраченной Аксайской иконы. По 2007 год продолжалось его украшение — была выполнена роспись алтаря и сводов храма каноническими изображениями в древнерусском стиле, выполнена отделка стен и сводов храма лепниной, установлена металлическая ограда вокруг храма. Затем было осуществлено строительство над частью храма второго этажа, где расположились приёмная и кабинет настоятеля, аудитория для воскресной школы (на 40 мест), библиотека с читальным залом, трапезная и хозяйственные помещения. Из алтаря и центральной части храма выполнен переход на второй этаж. Также км малому приделу храма была пристроена алтарная абсида, где разместилась заалтарная ризница и комната отдыха для пономарей. На первом этаже здания церкви были созданы новые помещения для церковной лавки, бухгалтерии, отдыха дежурных.
С 1996 года при храме действует церковно-приходская школа с кружками иконописи и золотого шитья.
Настоятель храма Георгия Победоносца — (протоиерей) Владимир Тер-Аракельянц.

Фотогалерея
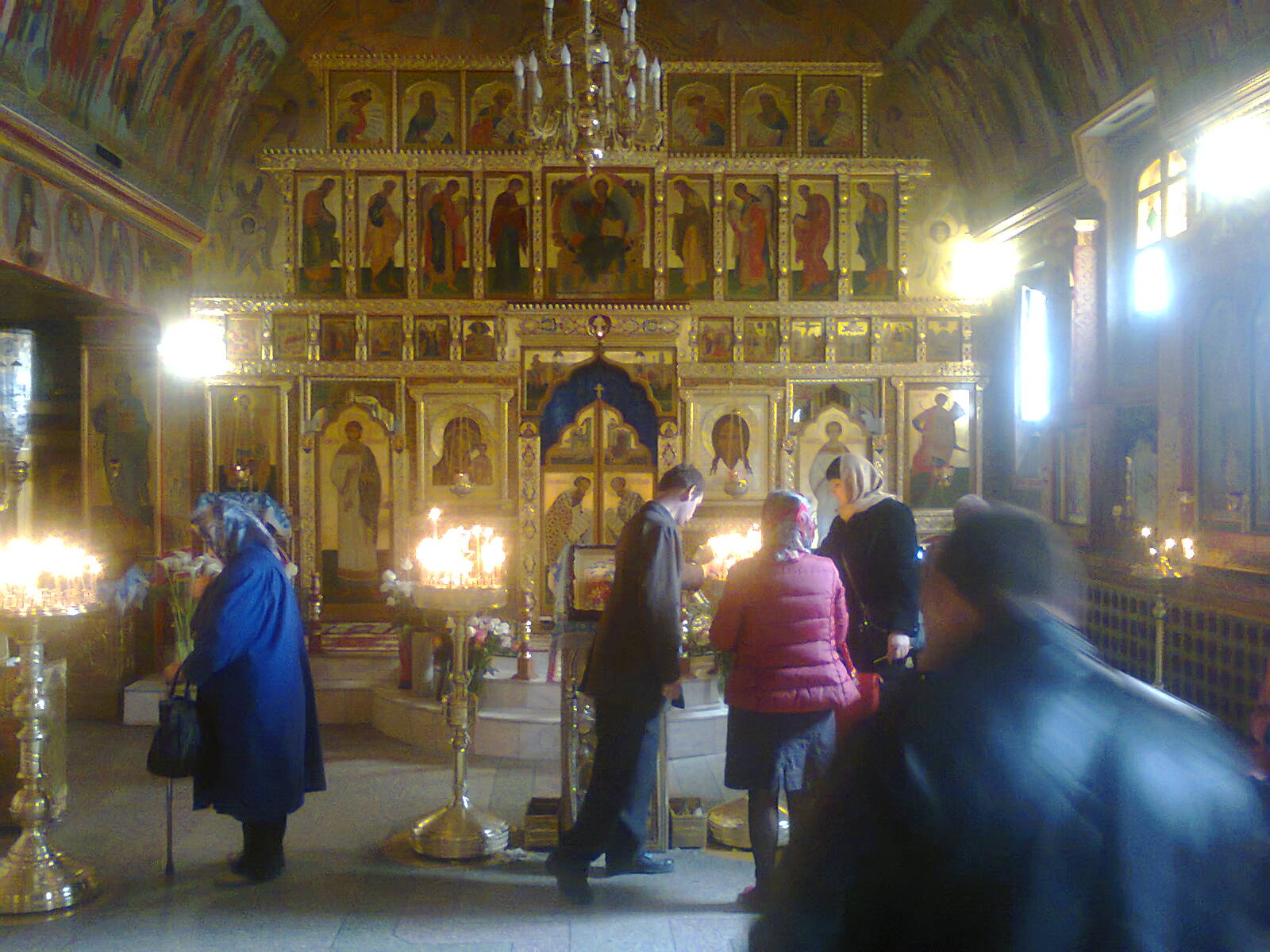
Главный зал с иконостасом
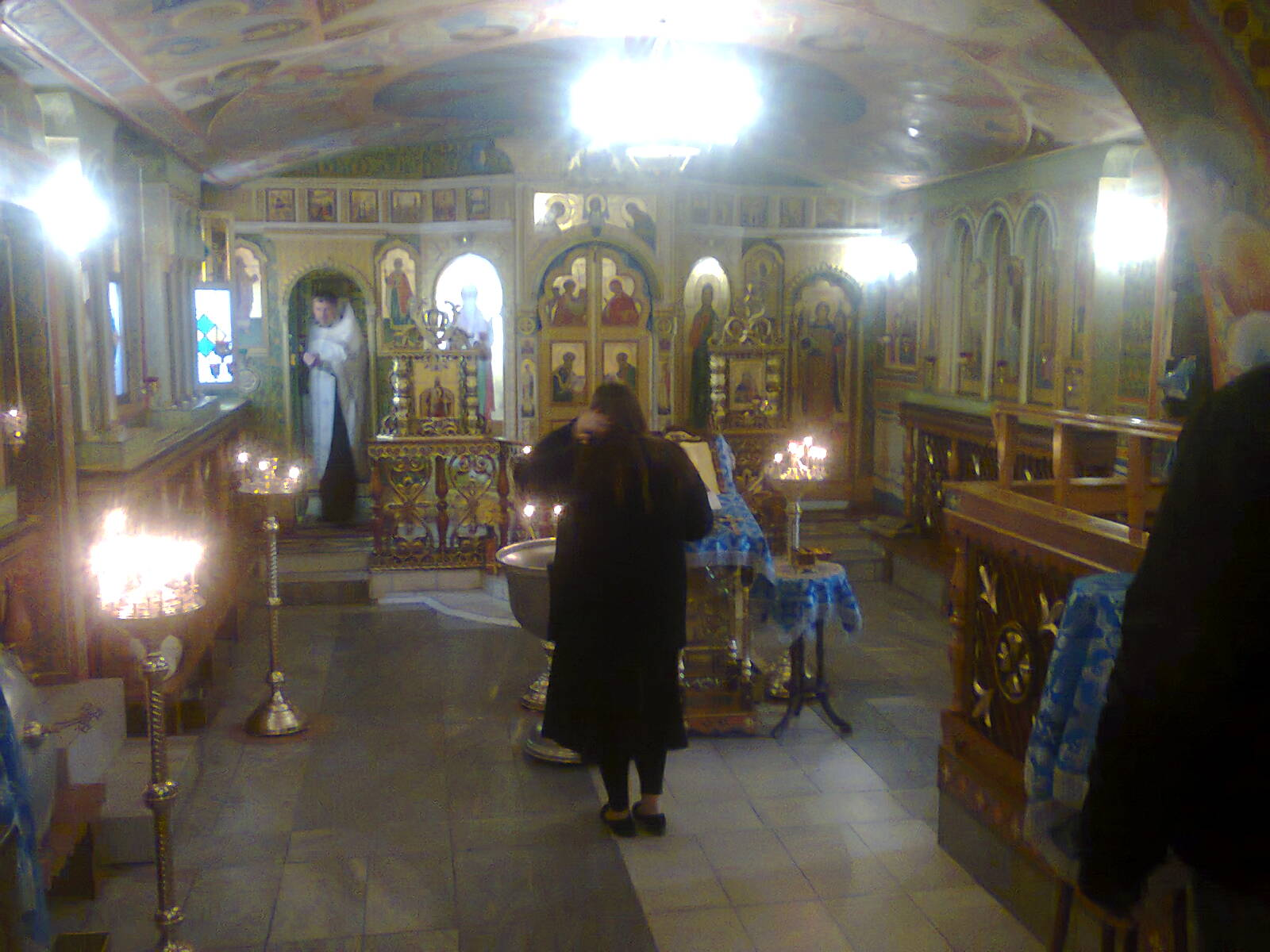
Малый зал
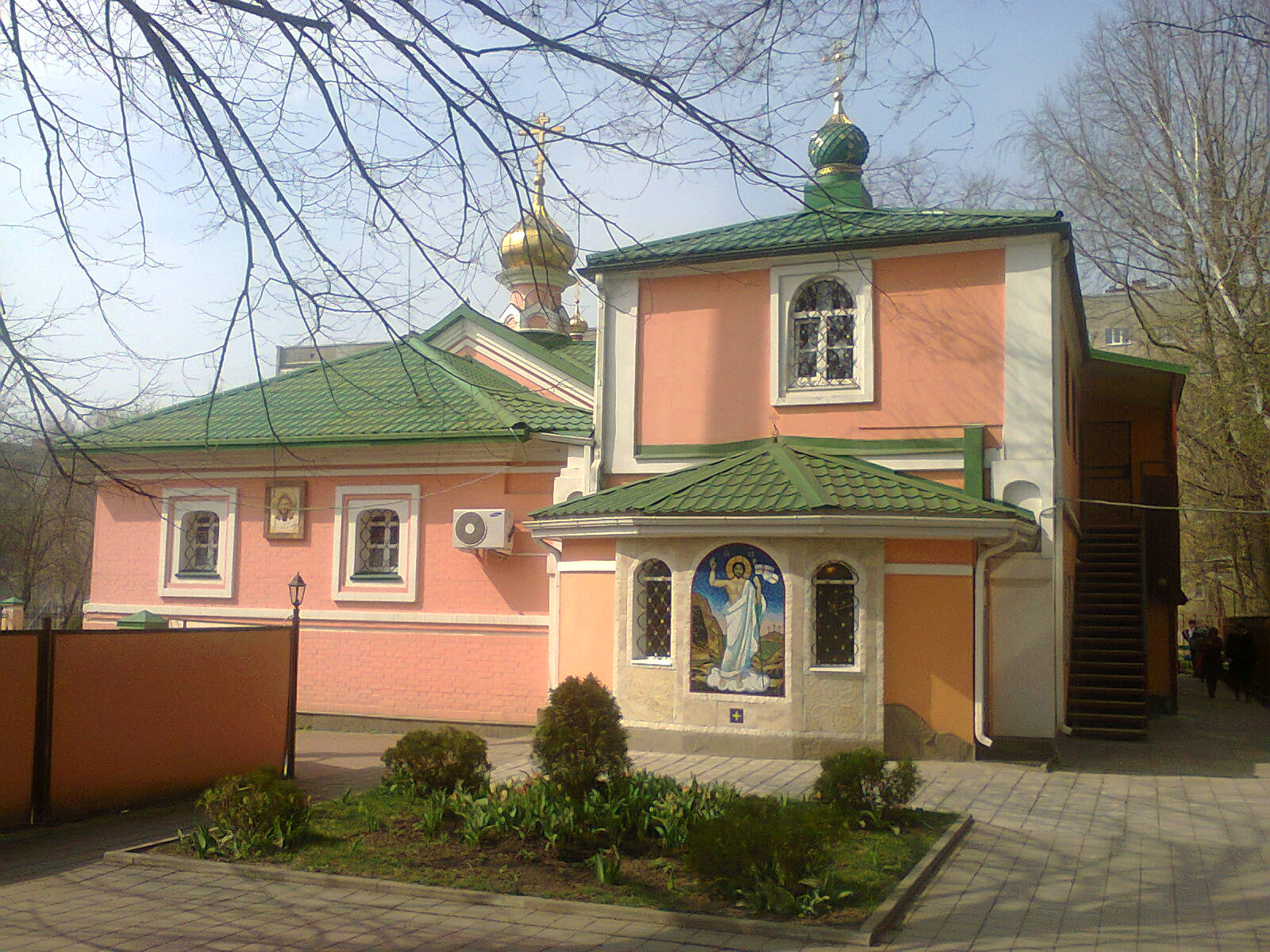
Вид церкви со двора